# جوزيف سميث (متزلج جماعي)
جوزيف سميث (بالإنجليزية: Joseph Smith)‏ هو متزلج جماعي أمريكي، ولد في 20 ديسمبر 1925، وتوفي في 28 مارس 1983 بسبب نوبة قلبية.